# Рисика
Рисика (хорв. Risika) — населений пункт у Хорватії, в Приморсько-Горанській жупанії у складі громади Врбник.

## Населення
Населення за даними перепису 2011 року становило 148 осіб.
Динаміка чисельності населення поселення:

## Клімат
Середня річна температура становить 13,94 °C, середня максимальна – 26,60 °C, а середня мінімальна – 1,85 °C. Середня річна кількість опадів – 1230 мм.
| Клімат поселення                              | Клімат поселення | Клімат поселення | Клімат поселення | Клімат поселення | Клімат поселення | Клімат поселення | Клімат поселення | Клімат поселення | Клімат поселення | Клімат поселення | Клімат поселення | Клімат поселення | Клімат поселення |
| Показник                                      | Січ.             | Лют.             | Бер.             | Квіт.            | Трав.            | Черв.            | Лип.             | Серп.            | Вер.             | Жовт.            | Лист.            | Груд.            |                  |
| Середній максимум, °C                         | 9,77             | 10,05            | 13,02            | 15,80            | 20,83            | 24,90            | 26,60            | 26,53            | 22,19            | 17,74            | 12,97            | 10,14            |                  |
| Середня температура, °C                       | 5,80             | 6,10             | 9,05             | 11,84            | 16,88            | 20,94            | 23,36            | 23,29            | 18,95            | 14,49            | 9,71             | 6,90             |                  |
| Середній мінімум, °C                          | 1,85             | 2,13             | 5,09             | 7,88             | 12,91            | 16,98            | 20,11            | 20,04            | 15,72            | 11,25            | 6,47             | 3,65             |                  |
| Норма опадів, мм                              | 98               | 81               | 82               | 85               | 84               | 92               | 52               | 75               | 140              | 160              | 157              | 124              |                  |
| Середньомісячна швидкість вітру, м/с          | 2.93             | 3.06             | 3.10             | 2.90             | 2.64             | 2.50             | 2.50             | 2.50             | 2.62             | 2.87             | 3.18             | 3.17             |                  |
| Середньомісячна сонячна радіація, кДж/м²·день | 4487             | 7246             | 10638            | 15158            | 19531            | 21257            | 22713            | 19541            | 14300            | 9223             | 4923             | 3792             |                  |
| --------------------------------------------- | ---------------- | ---------------- | ---------------- | ---------------- | ---------------- | ---------------- | ---------------- | ---------------- | ---------------- | ---------------- | ---------------- | ---------------- | ---------------- |
| Джерело:                                      |                  |                  |                  |                  |                  |                  |                  |                  |                  |                  |                  |                  |                  |